# Brakwater
Brakwater – przedmieście Windhuk w regionie Khomas w Namibii. Brakwater jest położony w Klein-Windhuk na zachód od gór Eros i około dziesięć kilometrów na północ od centrum miasta Windhuk, tuż przy drodze krajowej B1.
Brakwater należy do okręgu Windhoek Rural. Dawne grunty rolne składające się z pięciu farm zostały włączone do granic miasta Windhuk w 1993 roku. Obecnie jedynie farma Elisenheim zachowała się jako obszar rolny. Z powodu położenia geograficznego pobliskiej stolicy Windhuk, która jest niemal w całości otoczona skalistym, górzystym obszarem, okolice Brakwater są najrealniejszym miejscem na rozwój Windhuk. Dlatego też w tym miejscu planowana jest postępująca urbanizacja. Proces ten wpłynął na ceny nieruchomości i powierzchnie handlowe; czasami Brakwater jest wymieniony jako dzielnica podmiejska Windhoek.